# Raión de Sverdlov (Oriol)
El raión de Sverdlov (ruso: Свердло́вский райо́н) es un distrito administrativo y municipal (raión) ruso perteneciente a la óblast de Oriol. Se ubica en el centro-sur de la óblast. Su capital es Zmiyovka.
En 2023, el raión tenía una población de 13 382 habitantes.
El raión comprende un conjunto de áreas, principalmente rurales, ubicadas entre 20 y 50 km al sur y sureste de la capital regional Oriol. Los principales ríos que fluyen por el raión son el Néruch, el Óptuja y el Rýbnitsa. El topónimo del raión "Sverdlov" fue el que se puso en 1920 a la vólost de la que Zmiyovka era sede; hace referencia al revolucionario Yákov Sverdlov, que había fallecido el año anterior con solo 33 años, al haberse contagiado en la pandemia de gripe tras haber visitado los alrededores de Oriol.

## Subdivisiones
Comprende el asentamiento de tipo urbano de Zmiyovka (la capital, que forma un ayuntamiento urbano sin pedanías) y 111 localidades rurales, estas últimas agrupadas en los siguientes siete asentamientos rurales:
- Bogodujovo
- Kótovka
- Kosheliovo
- "Krasnoarmeiskoye" (con capital en Kurákinski)
- Nikólskoye
- Novopetrovka
- Yákovlevo